# I (lettre)
Pour les articles homonymes, voir I.
Ne doit pas être confondu avec la lettre cyrillique I décimal ‹ І, і ›.
Cette page contient des caractères spéciaux ou non latins. S’ils s’affichent mal (▯, ?, etc.), consultez la page d’aide Unicode.
I est la neuvième lettre et la 3e voyelle de l'alphabet latin.

## Histoire

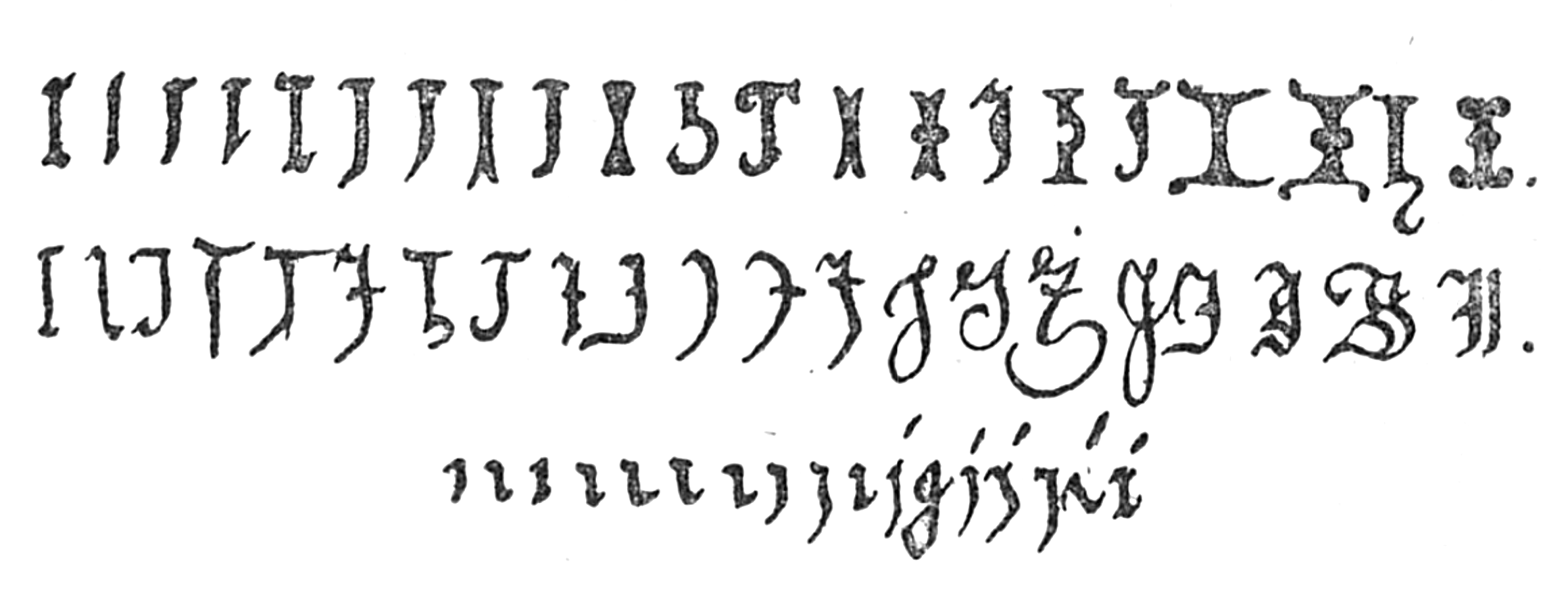
Formes majuscules et minuscules manuscrites de la lettre I (et de la lettre J) dans le Dictionnaire des abréviations latines et française d’Alphonse Chassant.

| a |

| a |

## Linguistique
- Originellement le i ne portait pas de point, celui-ci est apparu au cours du Moyen Âge et s'est développé avec l'écriture gothique, pour le différencier des u, m et n[1]. Ce point n’est pas traditionnellement présent sur le i majuscule, hormis dans quelques langues, comme le turc (où l’on écrit notamment « İstanbul »), pour permettre la distinction avec « I » (I sans point).

## Codage

### Informatique
| Lettre                   | I                        | I                        | i                         | i                         |
| ------------------------ | ------------------------ | ------------------------ | ------------------------- | ------------------------- |
| Nom Unicode              | Lettre capitale latine I | Lettre capitale latine I | Lettre minuscule latine I | Lettre minuscule latine I |
| Encodage                 | décimal                  | hexadécimal              | décimal                   | hexadécimal               |
| ASCII, ISO 8859, Unicode | 73                       | 49                       | 105                       | 69                        |
| EBCDIC                   | 201                      | C9                       | 137                       | 89                        |

### Radio
- Épellation alphabet radio
  - international : India
  - allemand : Ida
- En alphabet morse, la lettre I vaut « ·· »

### Autres
| Signalisation | Signalisation | Langue des signes | Langue des signes | Écriture Braille |
| Pavillon      | Sémaphore     | française         | québécoise        | Écriture Braille |
| ------------- | ------------- | ----------------- | ----------------- | ---------------- |
|               |               |                   |                   |                  |